# 当て振り
当て振り（あてふり）とは、音楽番組などでボーカル以外の演奏部分をテープやハードディスクへの録音済み音源などで流し、それに合わせて楽器を演奏するふりをすること。手パクとも呼ばれる。
アイドルグループだけでなく、バンドであってもテレビの音楽番組ではほとんど生演奏することはなく、録音済み音源にあわせてカラオケ状態でボーカルのみが歌うことが多い。CDなどの音源がそのまま利用され、ギター、ベースなどは弾いている振りをしているだけである。ダンスが激しい歌手の場合は、ボーカルもCD音源などから出して口パクをすることもある。

## 当て振りをする理由
生放送などの進行上の理由
- アーティストが毎回同じ演奏ができるとは限らないため（NGを出す可能性があるため）。
- 機材の搬入およびセッティングの時間を省くため。
- 生放送において断線などの機材トラブルを防ぐため。（音が出ない等）
昭和時代の歌番組はほぼ生演奏であったが、アンプから音が出ず演奏中断などが稀に見られた。

経費上の理由
- バックバンドをつける予算を節約するため。
- 機材の搬入およびセッティング経費を省くため。

技術的理由
- CDと全く同じ音が出せないため。

## 当て振りの判別
注意して聴けば実際に弾いていないことが分かる。
- 音と手の動きが合っていない。
- ギターソロにギターのバッキングが入っている、ストリングスやホーンセクションが聞こえるなど演奏している楽器以外の音が聞こえる。コーラスの声が、歌っている人数よりも明らかに多い。(メインボーカルは実際に歌っていても、バックコーラスはオーバー・ダビングされたCD音源のものを使用していることも多い)
- ギターやベース、キーボードなどの電気/電子楽器にケーブルやワイヤレス機器などが接続されていない。普段のライブで使用している機材(エフェクターやアンプ、モニタースピーカーなど)が演奏者の足元などに用意されていない。
- 楽器の音を収録するマイクがセッティングされていない。
  - ドラムで、バスドラムやタムなどに専用のマイクとシンバル用に2セットのマイク
  - エレキギターやエレキベースで、アンプの前に設置するマイク（但し、アンプからダイレクト・ボックスを介してミキサーに送るライン入力という方法ではマイクを使わないため、一概には判断できない）
  - 弦楽器や管楽器で、楽器の前・脇に設置したり楽器に直接装着して集音するマイク
- リズムの揺れやアドリブが一切無い。
- ミックスやアレンジなどがCDの音源と全く同じ。
- ミュージシャン自身がワザと楽器を反対に持つなどしてアピールする。特にロック系、パンク系バンドが大衆向け番組などで時折見せることがある。

## 当て振りと間違えられやすい演奏技法
- シーケンサー等による打ち込みを生演奏と交える演奏。演奏者にドラマーが含まれる場合、ヘッドフォンやイヤホンモニターでシーケンサーのクリック音を確認してリズムを同期させる。
- ステージ後方でのサポートメンバーによる演奏。